# MTV Fandom Awards
Les MTV Fandom Awards est une cérémonie de remise de récompenses américaine annuelle diffusée à la télévision par MTV et créé en 2014.
Cette cérémonie récompense des personnalités et des œuvres des mondes de la musique, de la télévision, du cinéma et autres, en se basant sur leur popularité auprès des fans.

## Récompenses
- Fandom of the year
- Animation fandom of the year
- Bandom of the year
- Fan freakout of the year
- Best new fandom of the year
- Best revival fandom of the year
- Ship of the year
- Fandom of the year - Movies
- Fandom of the year - TV comedies
- Fandom of the year - TV dramas
- Fandom of the year - Video games

## Cérémonies
| Année | Date            | Lieu                | Ville     | Présentateur                | Interprètes           |
| ----- | --------------- | ------------------- | --------- | --------------------------- | --------------------- |
| 2014  | 24 juillet 2014 | San Diego Comic-Con | San Diego | Tyler Oakley                | Linkin Park G-Eazy    |
| 2015  | 12 juillet 2015 | San Diego Comic-Con | San Diego | Tyler Posey et Bella Thorne | All Time Low Flo Rida |
| 2016  | 24 juillet 2016 | San Diego Comic-Con | San Diego | Tyler Posey                 | Kent Jones Krewella   |
| 2017  | 21 juillet 2017 | San Diego Comic-Con | San Diego | Tyler Posey                 | Bleachers Echosmith   |